# François Buzot

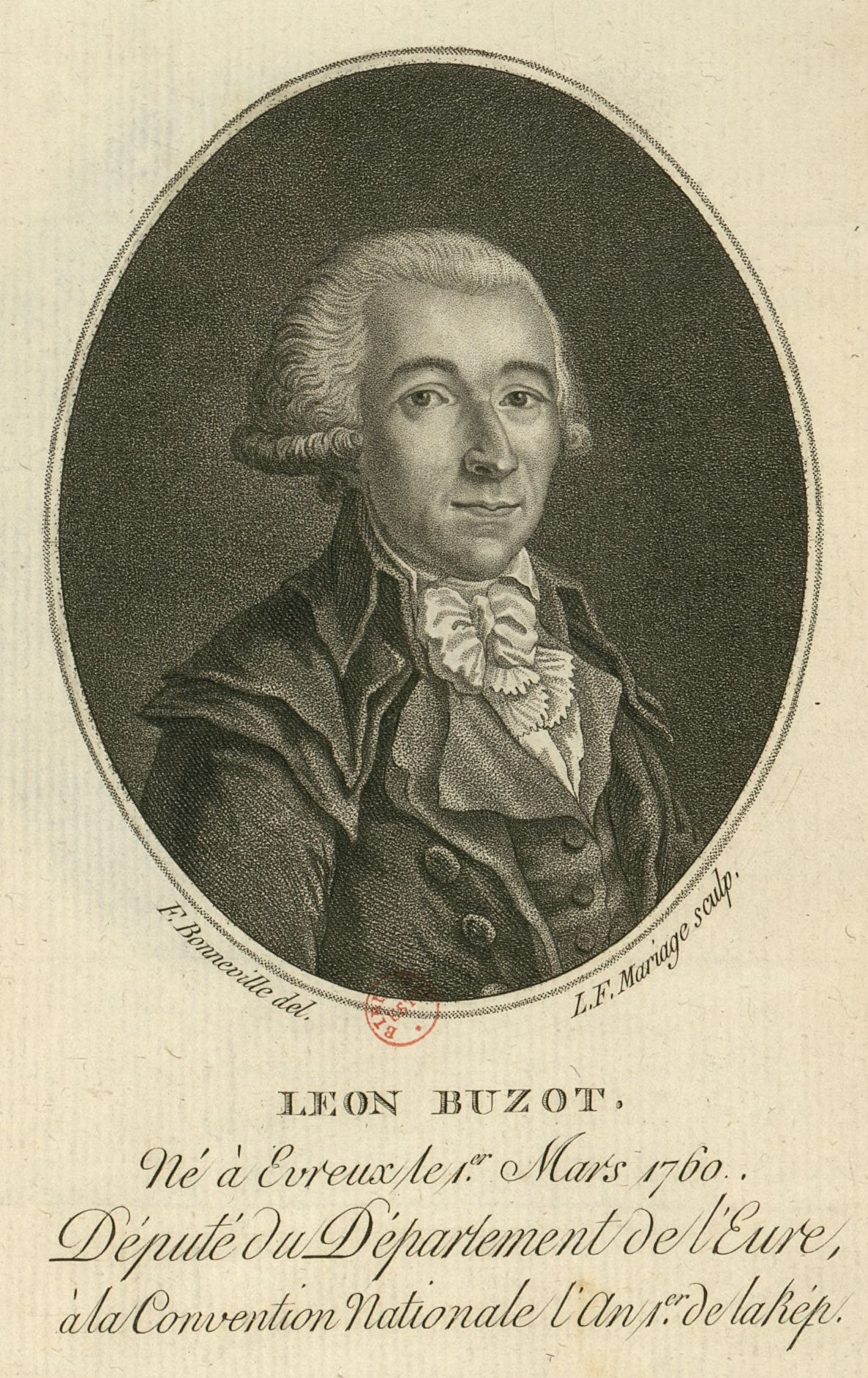
François Buzot

François Nicolas Léonard Buzot (Évreux, 1 maart 1760 – Saint-Magne-de-Castillon, ca. 24-25 juni 1794) was een Frans politicus. Hij hoorde tijdens de Franse Revolutie tot de politieke factie van de girondijnen en maakte deel uit van de kring rond de girondijnse leiders Jacques Pierre Brissot en Madame Roland. Hij was van 1789 tot 1791 lid van de Nationale Grondwetgevende Vergadering, en vanaf 1792 afgevaardigde in de Nationale Conventie. Na de val van de girondijnen in 1793 werd hij vogelvrij verklaard. Hij probeerde tevergeefs een opstand te organiseren, leefde enkele maanden op de vlucht en pleegde uiteindelijk zelfmoord.

## Biografie
François Buzot was oorspronkelijk advocaat in Évreux. In 1789 werd hij verkozen tot afgevaardigde van de derde stand van Évreux voor de zitting van Staten-Generaal. Na het uitbreken van de Franse Revolutie had hij zitting In de Nationale Grondwetgevende Vergadering. Hier haalde hij vanaf het begin heftig uit tegen de monarchie, de adel en de geestelijkheid. Hij riep op tot nationalisatie van het bezit van de kerk en eiste ook voor alle burgers het recht om wapens te dragen.
Na de ontbinding van de Nationale Grondwetgevende Vergadering keerde hij terug naar Évreux en werd daar de eerste president van de nieuw opgerichte correctionele rechtbank. Rond deze tijd ontmoette hij tijdens een reis naar Parijs de politiek invloedrijke Madame Roland, op wie hij verliefd werd.

## Girondijnse afgevaardigde in de Conventie

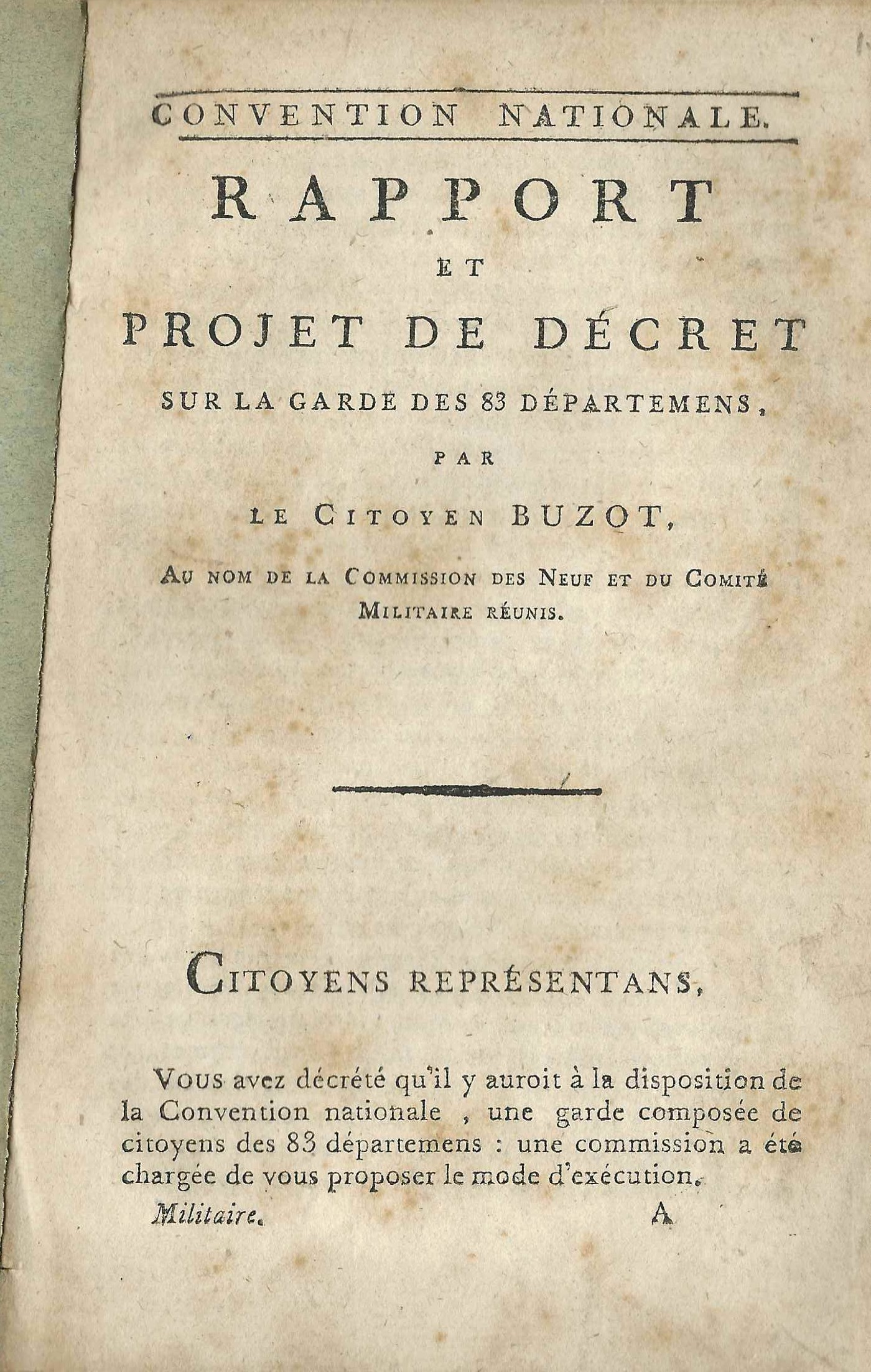
Rapport van Buzot over de nationale garde

In 1792 werd hij gekozen tot afgevaardigde voor Eure bij de Nationale Conventie. Hij sloot zich aan bij de girondijnen, de groepering waar ook Madame Roland toe behoorde. Hij trok al snel de aandacht als een van hun meest prominente sprekers en zocht de confrontatie met de radicaal Jean-Paul Marat. Hij schreef een rapport over de oprichting van een nationale garde bestaande uit soldaten uit de departementen, die de Conventie tegen de Parijse menigte zou moeten verdedigen. Hiermee haalde hij zich de vijandschap van de Commune van Parijs, de Sansculotten en de Montagnards op de hals. Zijn voorstel werd aanvaard, maar nooit uitgevoerd. Hij stelde ook een rapport op over maatregelen die tegen emigré’s zouden moeten worden genomen en opperde dat deze voor altijd moesten worden verbannen. Hij stelde ook voor de doodstraf op te leggen aan iedereen de monarchie wilde herstellen. Bij het proces tegen Lodewijk XVI stemde hij bevestigend over de schuld van de koning, maar ook voor raadpleging van het volk over dit oordeel. Daarmee sprak hij zich uit voor uitstel van executie.

## De vogelvrijverklaring
Op 2 juni 1793 werden er arrestatiebevelen uitgevaardigd voor vele girondijnen, waaronder Buzot. Hij wist uit Parijs te ontsnappen en week uit naar het departement Calvados, waar hij probeerde in de buurt van Évreux een federalistische opstand tegen de Nationale Conventie te organiseren. Op 17 juli besloot de Nationale Conventie dat het woonhuis van Buzot in Évreux zou worden gesloopt. Het plan was dat er op die plek nooit meer gebouwd zou mogen worden en dat er een zuil zou worden opgericht met de inscriptie "Hier was de schuilplaats van de boef Buzot, die, als vertegenwoordiger van het volk, de ondergang van de Franse Republiek beraamde."
Op 23 juli 1793 verklaarde de Nationale Conventie hem tot een verrader van het vaderland. Op de vlucht zocht hij onderdak in de buurt van Bordeaux en hield zich tien maanden lang met mede-girondijnen Jérôme Pétion de Villeneuve en Charles Barbaroux schuil in Saint-Émilion. Toen in juni 1794 arrestatie dreigde, ontvluchtten zij midden in de nacht hun schuilplaats. Barbaroux probeerde zich met een pistool van het leven te beroven, maar miste en werd opgepakt (hij werd op 25 juni geguillotineerd). Petion en Buzot verstopten zich in een korenveld in Saint-Magne-de-Castillon en pleegden zelfmoord. Een paar dagen later werden hun lichamen gevonden, aangevreten door honden. 
Buzot heeft memoires nagelaten die in 1823 werden gepubliceerd.

## Externe bronnen
- (fr) François Nicolas Léonard Buzot  1760-1794. Biografie op website van de Assemblée Nationale